# Symbiodiniaceae
Symbiodiniaceae, familia de organismos unicelulares del orden de los Suessiales de la superclase Dinoflagellata, clase Dinophyceae.

## Géneros
El Registro Mundial de Especies Marinas acepta los siguientes géneros en la familia:
- Prosoaulax (F.Stein) Calado & Moestrup, 2005
- Symbiodinium Freudenthal, 1962

- Zooxanthella Brandt, 1881 (no aceptado)